# Supercoppa del Portogallo 1989 (hockey su pista)
La Supercoppa del Portogallo 1989 è stata l'8ª edizione dell'omonima competizione portoghese di hockey su pista. Il torneo ha avuto luogo dal 28 ottobre al 4 novembre 1989. 
A conquistare il trofeo è stato il Porto al settimo successo nella sua storia.

## Squadre partecipanti
| Club          | Qualificazione                                          | Partecipazioni precedenti (il grassetto indica la vittoria) |
| ------------- | ------------------------------------------------------- | ----------------------------------------------------------- |
| Porto         | Detentore della 1ª Divisão e della Coppa del Portogallo | 1983, 1984, 1985, 1986, 1987, 1988                          |
| Paço de Arcos | Finalista della Coppa del Portogallo                    | Esordiente                                                  |

## Risultati
| Squadra 1 | Totale | Squadra 2     | Andata | Ritorno |
| --------- | ------ | ------------- | ------ | ------- |
| Porto     | 14 - 5 | Paço de Arcos | 7 - 2  | 7 - 3   |

| Porto 28 ottobre 1989 Finale di andata | Porto | 7 – 2 | Paço de Arcos |  |

| Paço de Arcos 4 novembre 1989 Finale di ritorno | Paço de Arcos | 3 – 7 | Porto |  |